# Ягодненське сільське поселення
Ягодне́нське сільське поселення (рос. Ягодненское сельское поселение) — сільське поселення у складі Комсомольського району Хабаровського краю Росії.
Адміністративний центр — селище Ягодний.

## Історія
Станом на 2002 рік існувала Шелеховська сільська адміністрація з центром у селище Ягодний.

## Населення
Населення сільського поселення становить 1683 особи (2019; 1947 у 2010, 2181 у 2002).

## Склад
До складу сільського поселення входять:
| Населений пункт  | Населення, осіб (2002) | Населення, осіб (2010) |
| ---------------- | ---------------------- | ---------------------- |
| Чорний Мис, село | 233                    | 198                    |
| Шелехово, село   | 90                     | 30                     |
| Ягодний, селище  | 1858                   | 1719                   |